# Buick Rainier
Der  Buick Rainier ist ein im Jahr 2003 präsentiertes Sport Utility Vehicle der GM-Tochter Buick. Nach der Insolvenz von Oldsmobile übernahm Buick die GMT360-Plattform des Oldsmobile Bravada und entwickelte daraus mit geringen Modifikationen das Buick-Modell Rainier. Auf diese Weise entstand das erste SUV von Buick. Es handelte sich dabei auch um das erste Buick-Modell mit Hinterradantrieb seit dem Roadmaster (1991–1996). Ab 2008 wurde der Rainier durch den Buick Enclave ersetzt.

## Antrieb
Das Fahrzeug wurde mit zwei Motoren angeboten: einem 4,2-l-Reihensechsylindermotor mit 205 kW  und einem 5,3-l-Achtzylinder-V-Motor mit 216 kW maximaler Nutzleistung. Im Modelljahr 2006 wurde die Leistung des 4,2-l-Motors auf 217 kW angehoben, die des V8-Motor auf 224 kW. Die Motorleistung wird mittels Vierstufenautomatikgetriebe entweder an die Hinterachse (Hinterradantrieb) oder auch auf beide Achsen (Allradantrieb) übertragen.

### Modelljahr 2007
Für das letzte Modelljahr war zusätzlich eine CXL genannte Version mit Bose-Stereo-Lautsprechern und einem Satellitenradio der Marke Sirius erhältlich. Hinten gab es nun serienmäßig eine Luftfederung, optional war der Rainier CXL auch mit Allradantrieb erhältlich.

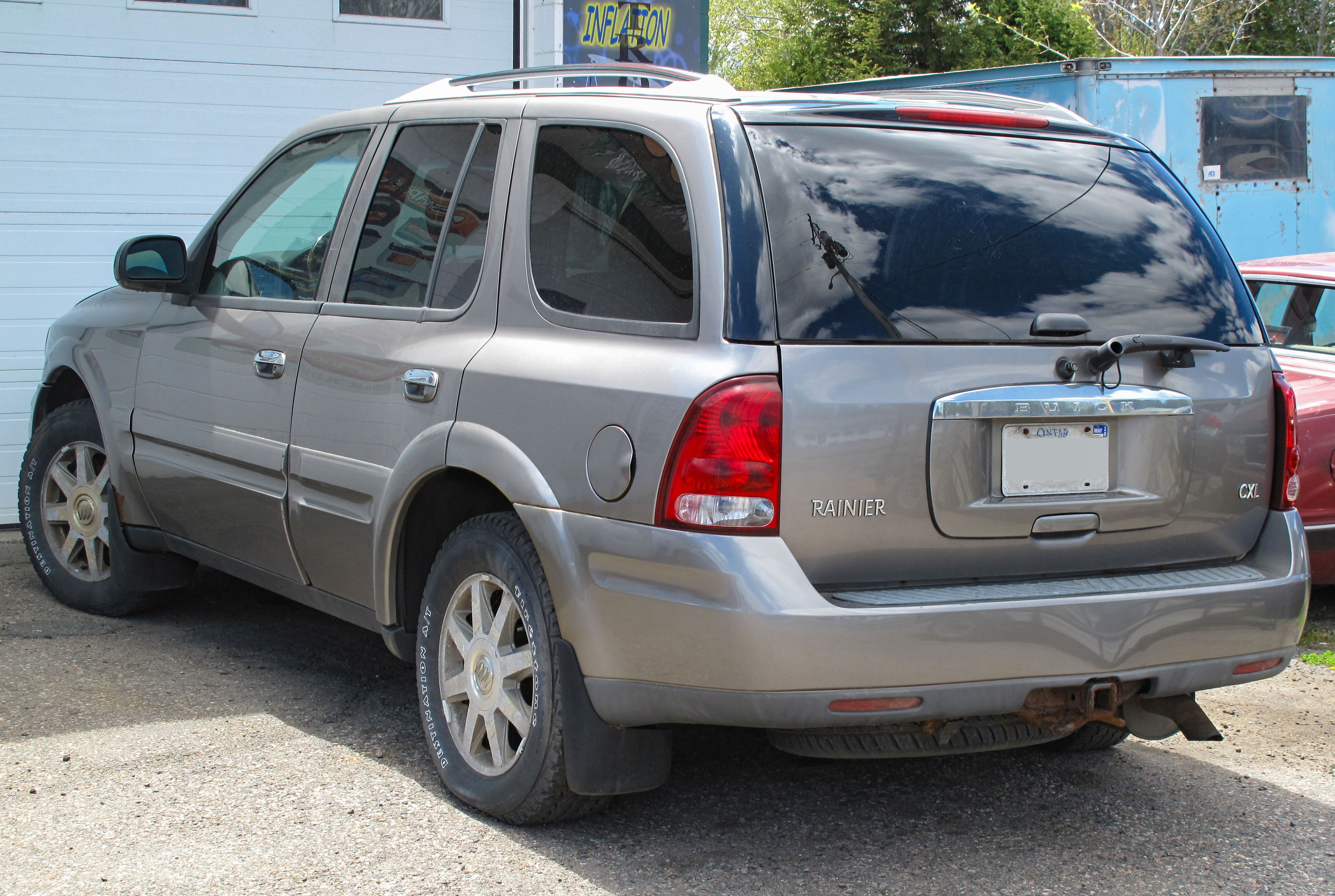
Heckansicht
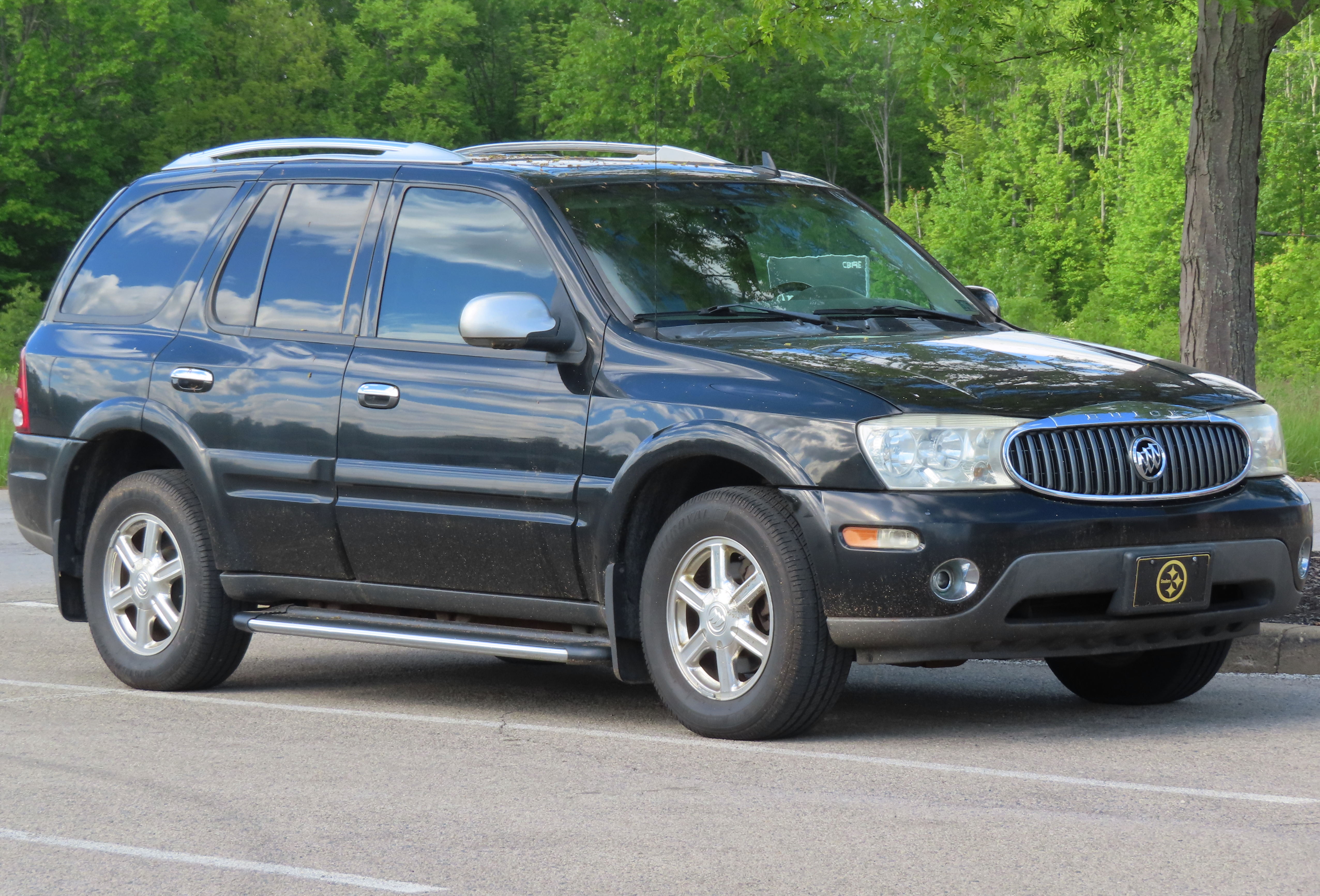
Facelift (2005–2007)
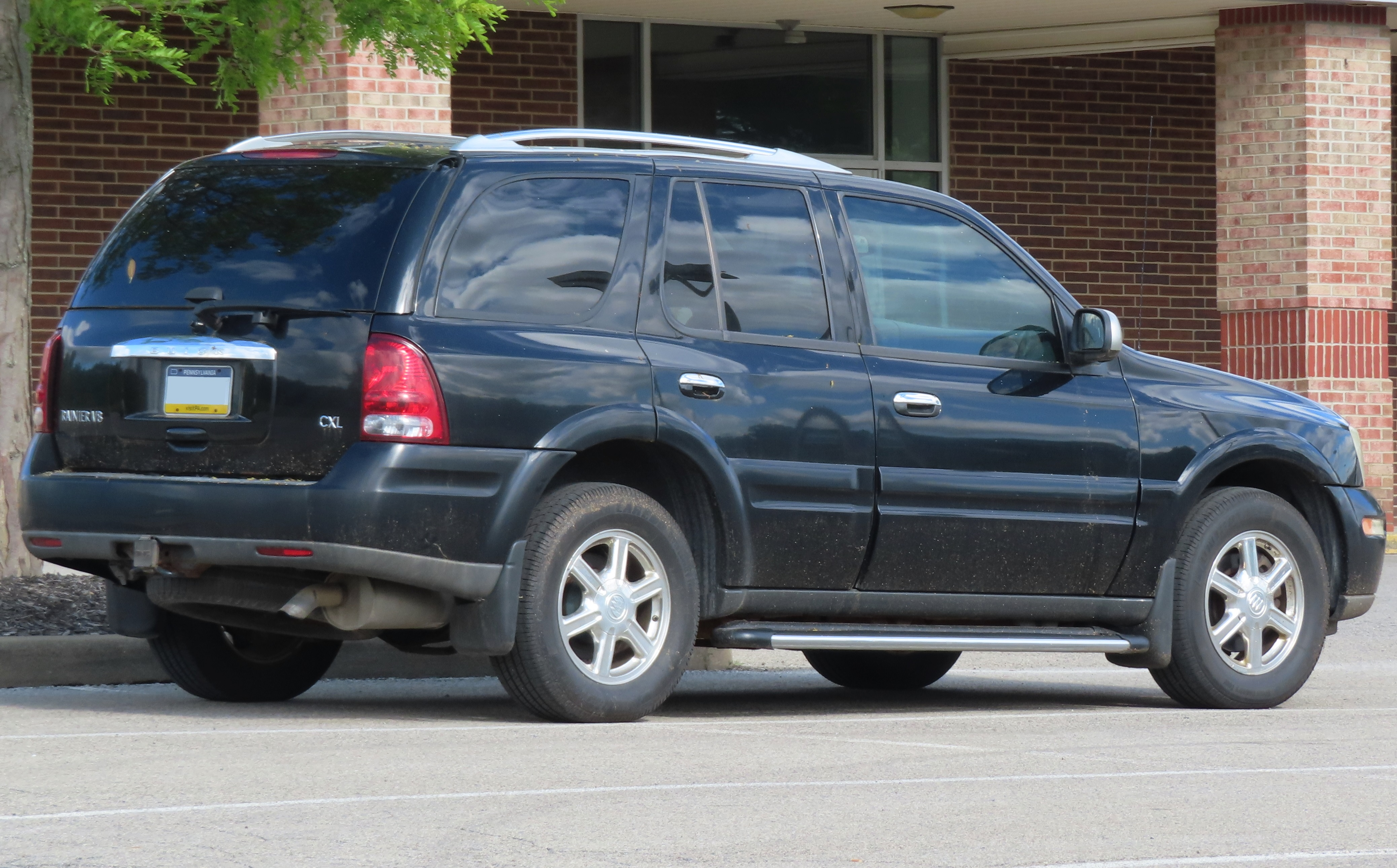
Heckansicht